# Anaea didea
Anaea didea är en fjärilsart som beskrevs av Weidermeyer 1864. Anaea didea ingår i släktet Anaea och familjen praktfjärilar. Inga underarter finns listade i Catalogue of Life.